# Breakout: Video Singles
Breakout: Video Singles — збірка кліпів рок-гурту Bon Jovi, випущених з альбомів Bon Jovi і 7800° Fahrenheit. Вийшла у форматі VHS; 1993 року перевидана у форматі VHS і DVD.

## Список композицій
1. «In And Out Of Love»
2. «Only Lonely»
3. «Silent Night»
4. «She Don't Know Me»
5. «Runaway»
6. «The Hardest Part Is the Night» (live)